# NFKB1
NFKB1, или субъединица p50 (англ. Nuclear factor of kappa light polypeptide gene enhancer in B-cells 1 (p105)) — белок из семейства NF-κB/Rel класса I, одна из субъединиц фактора транскрипции NF-κB. Полный продукт гена NFKB1 — белок с молекулярной массой 105 кДа (p105), который после посттрансляционной модификации протеосомой 26S превращается в белок 50 кДа (p50). Белок p105 является ингибитором специфической Rel-белковой транскрипции, тогда как p50 является ДНК-связывающей субъединицей белкового комплекса транскрипционного фактора NF-κB, который стимулируется в клетке многочисленными внешними и внутренними факторами (цитокины, реактивные формы кислорода, УФ, бактериальные и вирусные продукты). Активированный NF-κB транслоцируется в ядро и стимулирует экспрессию генов вовлечённых во многие клеточные функции. Известно более 200 генов, которые находятся под контролем этого фактора.